# Calle Salud
Calle Salud est un album de musique cubaine enregistré en 1999 par le guitariste et chanteur cubain Compay Segundo, alors âgé de 92 ans.

## Historique

### Contexte
Comme l'explique le critique Philip Van Vleck d'AllMusic, « Compay Segundo est l'une des légendes de la musique cubaine. Lorsqu'il a commencé à jouer de la clarinette dans l'orchestre municipal de Santiago de Cuba à l'adolescence, le monde se remettait à peine de la Première Guerre mondiale. Segundo est l'un des musiciens qui ont façonné le style son cubain. Plus récemment, il a largement contribué au succès surprise de 1999, Buena Vista Social Club. Segundo est un clarinettiste et un guitariste très respecté, et il est probablement encore plus célèbre à Cuba pour ses harmonies vocales de basse. Calle Salud fait découvrir aux auditeurs un son cubano typique de la vieille école. Segundo et ses collaborateurs reprennent des airs dans les styles son, bolero-son, merengue, son-afro et cha cha ».

### Enregistrement et production
L'album Calle Salud est enregistré en trois fois au printemps 1999 par Compay Segundo accompagné par un groupe incluant son fils Salvador Repilado, le chanteur Hugo Garzón, qui assure la première voix, et Benito Suárez comme second guitariste.
Les morceaux 1, 2, 3, 4, 7, 8, 9, 12 et 13 sont enregistrés du 1er au 15 février 1999 aux Studios Abdala de La Havane à Cuba ; les morceaux 5, 6 et 11 sont enregistrés en mars 1999 au Studio El Cortijo à Malaga en Espagne et la chanson Morir de amor, version en espagnol de sa chanson Mourir d'aimer, est enregistrée avec Charles Aznavour les 21, 22 et 24 avril 1999 aux studios Davout et Plus XXX à Paris en France,,.
L'album est produit par Luiz Lázaro et Virgilio Fernández,.
La prise de son est assurée par Virgilio Fernández, assisté de Lexter Fonseca à La Havane,.
Le mixage est effectué par Virgilio Fernández, Inaki del Olmo et Luiz Lázaro au studio Red Led à Madrid,.

### Publication
L'album sort en CD en 1999 en Europe sous la référence 063014783 2 sur le label GASA / Dro East West Spain appartenant au groupe Warner Music Group.
Il sort la même année sur le même label GASA au Canada, au Mexique et au Brésil, tandis qu'il sort aux États-Unis sur les labels Gasa et Nonesuch.
Le design de la pochette et du livret est l'œuvre de Manuel Guio, tandis que les photographies sont de Javier Salas, Luiz Lázaro et Manuel Zambrana,,.

## Accueil critique
Le site AllMusic attribue 4,5 étoiles à l'album Calle Salud.
Le critique Philip Van Vleck d'AllMusic souligne que « Dans cette musique incroyablement douce et indéfectiblement romantique, l'auditeur remarquera la prédominance de la clarinette et des guitares et l'absence de cuivres, ce qui est typique du son d'avant les années 1940, donnant à la musique un sentiment doux et lyrique, tout en maintenant un rythme tout aussi rythmé que la salsa ou la samba modernes. La plupart du temps, la musique de Segundo est destinée aux danseurs lents, bien qu'un morceau de son commeViejos Sones de Santiago se prête aussi bien à la rumba qu'à la timba, la musique de danse cubaine en vogue actuellement ».

## Liste des morceaux
L'album comprend les treize morceaux ci-dessous,.
Il se termine par Chan Chan, un titre composé par Compay Segundo en 1986, devenu le premier morceau de l'album Buena Vista Social Club, et qui clôturait déjà l'album Yo vengo aquí de 1996.
| N°  | Titre                    | Genre          | Compositeur(s)                       | Durée |
| 1.  | Saludo a Changó          | son-afro       | Armando Dulfo                        | 5:16  |
| 2.  | Amor Gigante             | Boléro-son     | Francisco Repilado (Compay Segundo)  | 2:52  |
| 3.  | Una rosa de Francia      | Boléro-son     | Rodrigo Prats                        | 5:20  |
| 4.  | María en la playa        | Merengue       | Francisco Repilado                   | 2:49  |
| 5.  | Versos para ti           | Boléro-son     | Francisco Repilado                   | 3:56  |
| 6.  | La Engañadora            | Cha-cha-cha    | Enrique Jorrín                       | 4:20  |
| 7.  | Viejos sones de Santiago | Son cubain     | Traditionnel arr. Francisco Repilado | 4:21  |
| 8.  | El día que me quieras    | Boléro cubain  | Alfredo Le Pera                      | 4:03  |
| 9.  | Se perdió la flauta      | Sabroso danzón | Francisco Repilado                   | 4:50  |
| 10. | Morir de amor            | Boléro cubain  | Charles Aznavour                     | 3:29  |
| 11. | Lágrimas negras          | Son            | Miguel Matamoros                     | 3:45  |
| 12. | Balcón de Santiago       | Son            | Francisco Repilado                   | 5:40  |
| 13. | Chan Chan                | Son            | Francisco Repilado                   | 5:30  |

Durée totale : 56:11.

## Musiciens

### Groupe de base
- Hugo Garzón : première voix, maracas et güiro
- Compay Segundo : armónico (guitare à 7 cordes), deuxième voix, première voix sur Saludo a Changó
- Salvador Repilado : contrebasse
- Benito Suárez : guitare
- Rosendo Nardo : clarinette basse
- Rafael Inciarte : clarinette
- Haskell Armenteros : clarinette
- Rafael Fournier : bongó, paila, sonnaille (cloche, campana)

### Chanteurs additionnels
- Charles Aznavour : chant (10)
- Vionaika Martínez : première voix (7, 12)
- Mayelín Pérez : deuxième voix et guitare (7, 12)
- Alejando "Andito" Rodríguez : chœurs (1, 9, 12)
- Lázaro "Fino" Rivero : chœurs (1)
- Julio Iznaga Piña : chœurs (1)

### Musiciens additionnels
- Alejando "Andito" Rodríguez : claves (3, 8, 9, 12)
- Lázaro "Fino" Rivero :  contrebasse (4, 12)
- Rey Guerra : guitare (4)
- Julio Iznaga : paila (9, 12), sonnaille (12, 13)

## Certification
| Région                                                                                                 | Certification | Ventes/Streams |
| --- | ------------- | -------------- |
| France (SNEP)                                                                                          | Or            | 100 000        |
| *Ventes selon la certification ^Mise en rayon selon la certification xNon précisé par la certification |               |                |